# Tuchenbach
Tuchenbach – miejscowość i gmina w Niemczech, w kraju związkowym Bawaria, w rejencji Środkowa Frankonia, w regionie Industrieregion Mittelfranken, w powiecie Fürth, wchodzi w skład wspólnoty administracyjnej Obermichelbach-Tuchenbach. Leży w Okręgu Metropolitarnym Norymbergi, około 18 km na północny zachód od Norymbergi i ok. 12 km od Zirndorfu.

## Polityka
Rada gminy składa się z 12 członków:
|      | Wspólnota Interesantów | SPD | Wspólnota Wyborców | Razem     |
| 2002 | 6                      | 3   | 3                  | 15 miejsc |